# Östra halvklotet

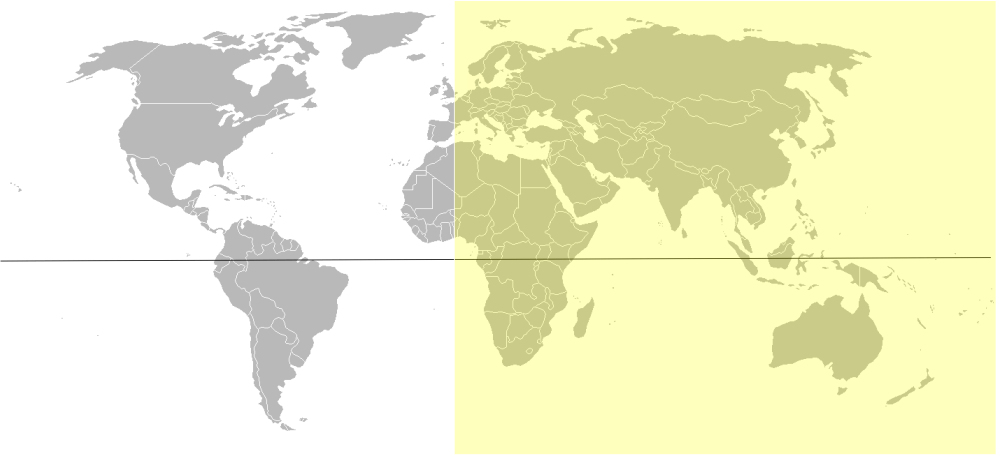
Östra halvklotet, i gult.

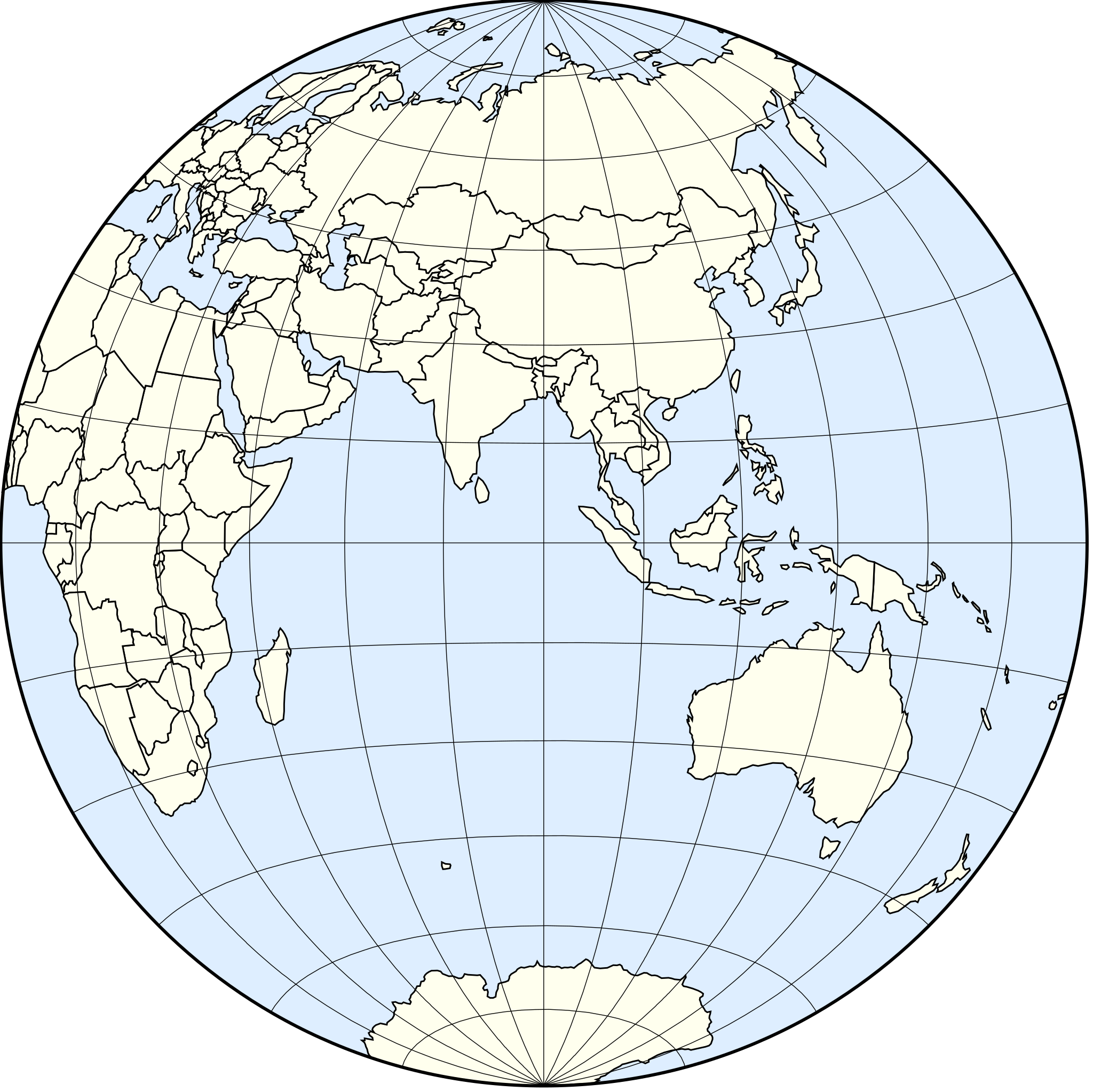
Östra halvklotet.

Till östra halvklotet eller östra hemisfären räknar man den del av jorden som ligger öster om nollmeridianen och väster om den 180:e meridianen. Hit räknas Oceanien, Asien samt större delen av Afrika och Europa samt cirka halva Antarktis. Den andra delen av jorden kallas västra halvklotet.

### Fotnoter
1. ↑  ”Hemisphere Map” (på engelska). World Atlas. http://www.worldatlas.com/aatlas/imageh.htm. Läst 22 mars 2015.